# Royal Scotsman
Le Royal Scotsman est un train de luxe circulant dans les Highlands d'Écosse pour des circuits de 2 à 4 nuits, au départ d'Édimbourg. Il est exploité par Belmond.